# Scoglio Sib
Lo scoglio Sib (in croato Šip o Sip) è un isolotto disabitato della Croazia situato a nordovest dell'isola di Ulbo.
Amministrativamente appartiene alla città di Zara, nella regione zaratina.

## Geografia
Lo scoglio Sib si trova nella parte nordorientale del canale di Ulbo, a nordovest della punta omonima (rt Šip) sull'isola di Ulbo, da cui dista 210 m. Nel punto più ravvicinato, dista dalla terraferma (punta Jurisnizza (rt Jurišnica), sulla costa dalmata), 25,1 km.
Sib è un isolotto di forma irregolare, orientato in direzione nord-nordovest-sud-sudest, con la parte orientale che si restringe fino a diventare una sottile e sinuosa lingua di terra. Misura 455 m di lunghezza e 130 m di larghezza massima. Ha una superficie di 0,0373 km² e uno sviluppo costiero di 1,113 km. A ovest, raggiunge un'elevazione massima di 2 m s.l.m..

### Isole adiacenti
- Moronigo (Morovnik), isolotto di forma irregolare situato 1,6 km a nordovest di Sib.
- Scoglio Lupo (hrid Kurjak), scoglio ovale situato 1,4 km circa a sud di Sib.

### Cartografia
- (HR) Mappa topografica della Croazia 1:25000, su preglednik.arkod.hr.